# For You (álbum de Selena Gomez)
For You —en español: Para ti— es un álbum recopilatorio de la cantante y actriz estadounidense Selena Gomez. Hollywood Records lo lanzó el 24 de noviembre de 2014 en países como Canadá, los Estados Unidos y Nueva Zelanda; mientras que para el Reino Unido fue el 26 de enero de 2015. Con este lanzamiento, Gomez finalizó su contrato de siete años con Hollywood Records para empezar a grabar música con Interscope Records. El álbum recopila canciones de los tres álbumes de estudio de Gomez con su exbanda, Selena Gomez & the Scene —Kiss & Tell (2009), A Year Without Rain (2010) y When the Sun Goes Down (2011)— y de su primer álbum como solista, Stars Dance (2013). Asimismo, incluye dos temas nuevos; «The Heart Wants What It Wants» y «Do It», así como nuevas versiones de canciones pasadas, como «My Dilemma 2.0» y «Más».
En general, For You obtuvo críticas positivas, y su lanzamiento recibió comparaciones con el del primer álbum de grandes éxitos de Britney Spears, Greatest Hits: My Prerogative (2004). Por otro lado, algunos elogiaron la inclusión de temas como «Who Says» y «Love You like a Love Song»; pero criticaron la omisión de «Hit the Lights», el último sencillo de Selena Gomez & the Scene. Debido a su escasa promoción, el álbum logró a entrar a pocas listas de popularidad en países como Austria, España, los Estados Unidos y Grecia.
For You solo produjo un sencillo, «The Heart Wants What It Wants» que logró convertirse en el segundo top 10 de Gomez en la lista Billboard Hot 100 y tuvo una recepción comercial favorable. Asimismo, Gomez presentó la canción en vivo en una sola oportunidad, el 23 de noviembre de 2014 en los American Music Awards. Esta presentación gozó de una buena recepción, y obtuvo elogios por la actitud emotiva de Gomez, su madurez y la escenografía.

## Antecedentes y lanzamiento
En junio de 2014, el sitio web Mstarz anunció que Selena Gomez publicaría un álbum de grandes éxitos a finales de ese año, lo que finalizaría su contrato con Hollywood Records. En septiembre del mismo año, Hits Daily Double publicó que Gomez había firmado un contrato con John Janick de la discográfica Interscope, luego de haber cumplido siete años con su anterior disquera. En octubre, mientras Gomez promocionaba su película Rudderless (2014), concedió una entrevista a E! News. Ahí, dijo que: «A principios del año, publiqué una foto de un proyecto secreto y ese momento está cerca [...] Estoy muy emocionada. Honestamente, es bueno, está relacionado con música y estoy muy, muy emocionada. Va a ser pronto, muy pronto». También manifestó que seguiría actuando mientras mantenía su carrera musical. A finales del mismo mes, la página oficial de Amazon en Francia filtró la supuesta lista de canciones del álbum recopilatorio. En esta estaban incluidos temas de los álbumes de Gomez con Selena Gomez & the Scene así como también de Stars Dance, su primer álbum como solista. Aparte de estos, también aparecía su versión de «Bidi bidi bom bom» junto a Selena Quintanilla y «My Dilemma 2.0», que fue anunciada desde 2012 pero no se publicó sino hasta el lanzamiento de For You. Asimismo, figuraban temas nuevos como la versión en español de «More», titulada «Más», «Do It» y «The Heart Wants What It Wants». Se rumoreaba que la última de estas sería el sencillo líder del álbum ya que Rock Mafia, su productor, publicó el título en su cuenta oficial de Twitter.
El 3 de noviembre, Gomez publicó una foto en Instagram con el mensaje: «Mientras escucho por última vez, pensé mucho sobre mi año. Pensé mucho sobre mi voz. Y luego de un año de aferrarme, creo que es hora de empezar a compartir». Finalmente la lista filtrada sí era correcta y «The Heart Wants What It Wants» fue el primer sencillo. La disquera lanzó For You el 24 de noviembre de 2014 en algunos de los principales mercados musicales, como Canadá, los Estados Unidos y Nueva Zelanda. En el Reino Unido, su lanzamiento estaba previsto para el 5 de enero de 2015, sin embargo, luego se aplazó hasta el 26 del mismo mes. Días antes de que se lanzara el álbum, se filtraron los temas «Do It», «My Dilemma 2.0» y la remezcla de «Forget Forever» gracias a una cuenta de seguidores de Gomez en Youtube.

## Nuevo material
Además de incluir canciones de sus anteriores álbumes —Kiss & Tell (2009), A Year Without Rain (2010), When the Sun Goes Down (2011) y Stars Dance (2013)— Selena Gomez incluyó cuatro temas nuevos en el disco recopilatorio: «The Heart Wants What It Wants», «Do It», «My Dilemma 2.0» y «Más». Gomez compuso el primero de estos junto a Antonina Armato, Tim James y David Jost, mientras que Rock Mafia lo produjo. Según Emilee Linder de MTV, «la letra claramente expone una relación inevitable de cuatro años, cómo todas las señales le decían que se alejara, pero bueno, amor es amor» y trata sobre el romance de Gomez con su exnovio Justin Bieber, a pesar de que no se le menciona en la canción. «The Heart Wants What It Wants» recibió comparaciones con el estilo de Lana Del Rey por su sonido trip-hop y según Lucas Villa de AXS, es «verdaderamente el mejor trabajo de Gomez». De acuerdo con Villa, «Do It», también compuesta por Gomez, Armato, James y Thomas Armato Sturges, refleja el estatus de mujer madura de Gomez y es una canción R&B que habla sobre «el ejercicio de hacer el amor».
«My Dilemma 2.0» es una remezcla del tema «My Dilemma», incluido en When the Sun Goes Down. Inicialmente era una canción electro-pop, pero la remezcla se inspira más en el rock y se le agregó el verso: «One day, I want you and then I don’t / I’m gonna leave you and then I won’t» —en español: «Un día te quiero y luego no, te voy a dejar y luego no lo haré»—, que también fue relacionado con Bieber. «Más» es la versión en español de «More», tema incluido en Kiss & Tell. Es una canción pop rock influenciada por el estilo de la cantante mexicana Belinda que «muestra que Gomez tiene la habilidad para cantar en la lengua nativa de sus antepasados». Además de incluirse temas originales como «Come & Get It», Slow Down y «Love You like a Love Song» que no sufrieron ninguna modificación, «Naturally», «A Year Without Rain» y «Forget Forever» también se agregaron como remezclas a cargo de disc jockeys como Dave Audé y Boy Lightning.

## Recepción

### Crítica
Lucas Villa de AXS dijo que a pesar de que no se incluyen muchas canciones nuevas, «Gomez parece ofrecer una gran cantidad de ella misma [...] Hay algunos pensamientos detrás de For You que un fanático realmente puede apreciar». Asimismo, Villa comparó la estrategia de lanzamiento del álbum con la de Greatest Hits: My Prerogative (2004) de Britney Spears, una de las principales influencias de Gomez. Esto debido a que, al igual que Gomez, Spears tenía cuatro álbumes de estudio cuando lanzó su primer recopilatorio y cinco años como cantante. También comparó el primer sencillo del álbum de Spears, «My Prerogative», que habla sobre sus problemas con los medios con «The Heart Wants What It Wants», que habla sobre su turbulenta relación con Justin Bieber. Para finalizar su revisión, Villas agregó que:

«En lugar de solo empacar sus éxitos, For You de Gomez es estratificado con elementos de su personalidad. El álbum refleja los altibajos de Selena en los últimos cinco años en la industria y sirve como cierre para su tiempo con Hollywood Records. Ella se cuela en algunas últimas palabras con amor y eso es algo que cualquier fanático puede apreciar».

Mike Wass de Idolator afirmó que: «El conjunto de 15 canciones es un poco pesado en nostalgia e innecesariamente largo, los extras son un poco falsos, pero es un poderoso recordatorio de que detrás de la celebridad y el estatus de it girl [Gomez] es una muy buena estrella pop». Wass criticó negativamente a la remezcla de «Forget Forever», pero elogió «My Dilemma 2.0» y «Más». El escritor definió a «Who Says» y «Falling Down» como «canciones pop casi perfectas», así como también a «Naturally» y «A Year Without Rain». Wass añadió que «Tell Me Something I Don't Know» «aún es linda» y que el «impacto de "Love You like a Love Song" sigue vivo», pero que seguía «molesto por la omisión de "Hit the Lights"». En la opinión de Marcus Floyd del sitio web Renowned for Sound, For You «no es un álbum de grandes éxitos, sino más bien una colección de sus sencillos, es básicamente el lanzamiento que la liberará de su contrato con Hollywood Records». Floyd dio su opinión de todos los temas, y coincidió con Mike Wass en que «Love You like a Love Song» es «tan repetitivamente adictiva como siempre» y en que la remezcla de «A Year Without Rain» retiene lo que «admirábamos del sencillo». Además, dijo, refiriéndose a «Who Says», que es «refrescante oír una pista no tan impulsada por la influencia electrónica». Respecto a las nuevas canciones, elogió la «dosis suave de pop» de «The Heart Wants What It Wants», dijo que «Do It» es «lo más sexualmente sugestiva que ha estado [Gomez]» y criticó la inclusión de «Más», ya que es «un poco extraña teniendo en cuenta que no era un sencillo en primer lugar». Por otro lado, dijo que la remezcla de «Naturally» hace al tema «más emocionante» y también notó la ausencia de «Hit the Lights». Tim Sendra de Allmusic dijo que Gomez «tiene una luz y estilo vocal que se adapta a una gran variedad de estilos y siempre entrega el nivel correcto de emoción». Asimismo, reseñó que:

«[Gomez] se siente natural entregando dulces himnos pop como "Who Says", impactando la triste [música] disco en "Round & Round", o rockeando un poco en "Falling Down". Generalmente, sin embargo, se mantiene en el bailable y un poco melancólico dance pop, y esta colección deja claro qué tan buena es en eso. La única balada incluida es la que acaba de grabar, [que es] muy adulta y suena real, "The Heart Wants What It Wants", y en esta se libera a ella misma también. La otra pista nueva es "Do It", un himno alegre de pop midtempo que también es muy "adulto", hasta el punto en que cualquier preadolescente que le eche un vistazo necesitaría algunas explicaciones».

Para finalizar su revisión, Sendra agregó que: «Gomez podrá no tener una voz contundente o la personalidad eléctrica de algunos de sus contemporáneos; lo que ella hace es poseer su estilo, una victoriosa voz, y montones de buenas canciones, como For You lo prueba una y otra vez».

### Comercial
En los Estados Unidos alcanzó el número veinticuatro del conteo Billboard 200, que suma las ventas digitales del álbum, más las físicas y el streaming recibido por sus canciones. En Digital Albums, que solo cuenta las ventas digitales del disco, alcanzó el número veintitrés. Por otro lado, en Top Album Sales, que registra meramente las ventas, sin contar streaming, llegó al número cuarenta y cinco. Para julio de 2015, el álbum había vendido 359 000 copias solo en los Estados Unidos. En febrero de 2025, la Recording Industry Association of America (RIAA) le otorgó un disco de oro por la venta de 500 000 en el país. For You fue uno de los 200 álbumes más vendidos en los Estados Unidos durante el 2015, por lo que ubicó el número 142 de la lista de fin de año de Billboard 200. En la región Flamenca de Bélgica debutó en el número 152, sin embargo, una semana después logró ingresar al top 40. En la región Valona del mismo país debutó en el número sesenta y siete. En Noruega y España también llegó a los primeros cuarenta lugares de sus listas, en los puestos número treinta y siete y cuarenta, respectivamente. En Italia debutó y alcanzó su máxima posición en el número treinta y cuatro, mientras que en Grecia llegó hasta el número treinta y dos.

## Promoción

### Sencillo
El 6 de noviembre de 2014, Gomez publicó el vídeo musical de «The Heart Wants What It Wants» sin previo aviso en su canal de Youtube, y desde ese momento estuvieron disponibles la canción y el vídeo en iTunes. El sencillo obtuvo buenas críticas por su letra honesta y su ritmo, que recibió comparaciones con el estilo de Lana Del Rey. Así como sus críticas, su recepción comercial también fue positiva; alcanzó el número seis en la lista Billboard Hot 100, que combina las ventas digitales del sencillo, más su desempeño en la radio y streaming, así como también el top 10 en las listas estadounidenses Digital Songs y Streaming Songs. Esto convirtió a «The Heart Wants What It Wants» en el segundo sencillo de Gomez que logra ingresar a los diez primeros lugares en estas listas, luego de que «Come & Get It» lo logró en 2013. El sencillo de For You también alcanzó el top 10 en Canadá y Dinamarca, así como el top 25 en Noruega, España y Nueva Zelanda.

### Interpretaciones en vivo
Ryan Seacrest anunció que Gomez presentaría «The Heart Wants What It Wants» por primera vez en los American Music Awards, celebrados el 23 de noviembre de 2014. En su presentación, Gomez usó un vestido color piel, y el escenario consistía en imágenes como luces oscuras, espinas, rosas, vidrios rotos y alas que aparecían detrás de ella en una pantalla. Al final de su interpretación, la cantante agregó la frase «I thought you were the one» —en español: «Creí que eras el indicado»—. Esta presentación tuvo un buen recibimiento por parte del público y los críticos, quienes elogiaron principalmente las «conmovedoras» alas y la actitud emotiva de Gomez. Caitlin White de MTV calificó a los efectos visuales como «increíbles» y dijo que: «Es un tema mucho más maduro y adulto para Selena, pero es uno con el que casi todos en la audiencia podría relacionarse, dada la intensa y emotiva respuesta del público».

## Lista de canciones
- Edición estándar

| For You |                                              | |          |  |
| N.º     | Título                                       | Escritor(es)                                                                                           | Duración |  |
| 1.      | «The Heart Wants What It Wants»              | Selena Gomez, Antonina Armato, Tim James y David Jost                                                  | 3:47     |  |
| 2.      | «Come & Get It»                              | Ester Dean, Mikkel S. Eriksen y Tor Erik Hermansen                                                     | 3:51     |  |
| 3.      | «Love You like a Love Song»                  | Antonina Armato, Tim James y Adam Schmalholz                                                           | 3:08     |  |
| 4.      | «Tell Me Something I Don't Know»             | Antonina Armato, Ralph Churchwell, Sean Hurley y Michael Nielsen                                       | 2:55     |  |
| 5.      | «Who Says»                                   | Priscilla Hamilton, Emanuel Kiriakou y Selena Gomez & the Scene                                        | 3:15     |  |
| 6.      | «My Dilemma 2.0»                             | Antonina Armato, Tim James y Devrim "DK" Karaoglu                                                      | 3:10     |  |
| 7.      | «Round & Round»                              | Andrew Bolooki, Fefe Dobson, Jeff Halavacs, Jacob Kasher y Kevin Rudolf                                | 3:06     |  |
| 8.      | «Forget Forever» (Boy Lightning remix)       | Jason Evigan, Alexander Izquierdo, Jordan Johnson, Stefan Johnson, Clarence Coffee, Jr. y Marcus Lomax | 3:46     |  |
| 9.      | «Slow Down»                                  | Lindy Robbins, Julia Michaels, Niles Hollowell-Dhar, David Kuncio y Freddy Wexler                      | 3:31     |  |
| 10.     | «A Year Without Rain» (Dave Audé remix)      | Matt Blackett, Toby Gad, Brian Knoll, Tom Luca, Tom Luce, Lawrence Riggs y Lindy Robbins               | 4:00     |  |
| 11.     | «Naturally» (Dave Audé remix)                | Antonina Armato, Tim James y Devrim "DK" Karaoglu                                                      | 4:02     |  |
| 12.     | «Más» («More» - Spanish Version)             | Mher Filian, Isaac Hasson y Lindy Robbins                                                              | 3:31     |  |
| 13.     | «Bidi Bidi Bom Bom» (con Selena Quintanilla) | Pete Astudillo y Selena Quintanilla                                                                    | 4:14     |  |
| 14.     | «Falling Down»                               | Ted Bruner, Gina Schock y Trey Vittetoe                                                                | 3:03     |  |
| 15.     | «Do It»                                      | Selena Gomez, Antonina Armato, Tim James y Thomas Armato Sturges                                       | 2:40     |  |
| 51:59   |                                              | |          |  |

- Bonus track internacional/edición de iTunes

| For You — Edición de iTunes |                                                 |          |  |
| N.º                         | Título                                          | Duración |  |
| 16.                         | «The Heart Wants What It Wants» (vídeo musical) | 4:35     |  |
| 55:36                       |                                                 |          |  |

- EP digital

| For You — EP |                                  | |          |  |
| N.º          | Título                           | Escritor(es)                                                                                           | Duración |  |
| 1.           | «The Heart Wants What It Wants»  | Selena Gomez, Anotina Armato, Tim James y David Jost                                                   | 3:47     |  |
| 2.           | «Forget Forever» (ST£FAN remix)  | Jason Evigan, Alexander Izquierdo, Jordan Johnson, Stefan Johnson, Clarence Coffee, Jr. y Marcus Lomax | 3:51     |  |
| 3.           | «Do It»                          | Selena Gomez, Antonina Armato, Tim James y Thomas Armato Sturges                                       | 2:40     |  |
| 4.           | «Más» («More» - Spanish Version) | Mher Filian, Isaac Hasson y Lindy Robbins                                                              | 3:31     |  |
| 17:50        |                                  | |          |  |

## Posicionamiento en listas

### Semanales
| País              | Lista                            | Mejor posición |
| 2014 — 2015       | 2014 — 2015                      | 2014 — 2015    |
| ----------------- | -------------------------------- | -------------- |
| Austria           | Alben Top 75                     | 73             |
| Bélgica (Flandes) | Ultratop 200 Albums              | 40             |
| Bélgica (Valona)  | Ultratop 200 Albums              | 67             |
| España            | Top 100 Albums                   | 40             |
| Estados Unidos    | Billboard 200                    | 24             |
| Estados Unidos    | Digital Albums                   | 23             |
| Estados Unidos    | Top Album Sales                  | 45             |
| Francia           | Top Albums France                | 80             |
| Grecia            | Top-75 Albums Sales Chart        | 32             |
| Italia            | Classifica FIMI Album            | 34             |
| Noruega           | Top 40 Albums                    | 37             |
| Reino Unido       | Official Albums Chart UK Top 100 | 64             |

### Anuales
| Estados Unidos | Billboard 200 | 142 |

## Certificaciones
| País           | Organismo certificador | Certificación | Ventas certificadas | Ref.   |
| -------------- | ---------------------- | ------------- | ------------------- | ------ |
| Brasil         | ABPD                   | Oro           | 20 000              | [ 45 ] |
| Estados Unidos | RIAA                   | Oro           | 500 000             | [ 29 ] |
| México         | AMPROFON               | Oro           | 30 000              | [ 46 ] |

## Historial de lanzamientos
- Edición de iTunes

| País           | Fecha                   | Formato               | Ref.  |
| -------------- | ----------------------- | --------------------- | ----- |
| Canadá         | 24 de noviembre de 2014 | CD y descarga digital | [ 5 ] |
| Estados Unidos | 24 de noviembre de 2014 | CD y descarga digital | [ 6 ] |
| Nueva Zelanda  | 24 de noviembre de 2014 | CD y descarga digital | [ 7 ] |
| Reino Unido    | 26 de enero de 2015     | CD y descarga digital | [ 8 ] |

## Créditos y personal
Créditos adaptados a las notas y líneas de For You.
| 1. «The Heart Wants What It Wants» - Ingeniería: Adam Comstock y Steve Hammons - Masterización: Chris Gehringer - Mellotron y vibráfono: Rami Jaffee - Mezcla y producción: Rock Mafia - Compositores: Selena Gomez, Antonina Armato, Tim James y David Jost 2. «Come & Get It» - Ingeniería: Aubry Delaine - Mezcla: Phil Tan - Productor: StarGate - Grabación: Mikkel S. Eriksen y Miles Walker - Compositores: Ester Dean, M.S. Eriksen y T. E. Hermansen 3. «Love You like a Love Song» - Respaldo vocal: Brooke Adams y Rock Mafia - Coproductor: Devrim Karaoglu - Ingeniería: Steve Hammons - Guitarra: Tim Pierce - Mezcla: Paul Palmer y Rock Mafia - Productor: Rock Mafia - Compositores: Adam Schmalholz, Antonina Armato y Tim James 4. «Tell Me Something I Don't Know» - Respaldo vocal: Char Licera - Bajo: Sean Hurley - Coproductor: Devrim Karaoglu - Ingeniería: Nigel Lundemo y Steve Hammons - Guitarra: Tim Pierce - Mezcla: Paul Palmer y Tim James - Productores: Antonina Armato y Tim James - Compositores: Antonina Armato, Michael Nielsen y Ralph Churchwell 5. «Who Says» - Mezcla: Serban Ghenea - Productor: Emanuel Kiriakou - Sintetizador: Andrew Goldstein - Compositores: Emanuel Kiriakou y Priscilla Hamilton 6. «My Dilemma 2.0» - Ingeniería: Adam Comstock y Steve Hammons - Mezcla: Rock Mafia y Steve Hammons - Productor: Rock Mafia - Compositores: Antonina Armato, Devrim Karaoglu y Tim James 7. «Round & Round» - Mezcla: Serban Ghenea - Productores: Andrew Bolooki, Jeff Halatrax, Kevin Rudolf - Compositores: Andrew Bolooki, Fefe Dobson, Jacob Kasher, Jeff Halavacs y Kevin Rudolf 8. «Forget Forever» (Boy Lightning Remix) - Productores: Jason Evigan y The Monsters and the Strangerz - Remezcla: Boy Lightning - Compositores: Alexander Izquierdo, Clarence Coffee, Jason Evigan, Jordan Johnson, Marcus Lomax y Stefan Johnson | 9. «Slow Down» - Coproductor: David Kuncio - Mezcla: Serban Ghenea - Productor: The Cataracs - Compositores: David Kuncio, Freddy Wexler, Julia Michaels, Lindy Robbins y Niles Hollowell-Dhar 10. «A Year Without Rain» (Dave Audé Radio Remix) - Arreglos, mezclas, producción y grabación: Toby Gad - Remezcla: Dave Audé - Voz: Selena Gomez - Compositores: Brian Knoll, Lawrence Riggs, Lindy Robbins, Matt Blackett, Toby Gad y Tom Luce 11. «Naturally» (Dave Audé Radio Remix) - Respaldo vocal: Brooke Adams - Coproductor: Devrim Karaoglu - Ingeniería: Nigel Lundemo y Steve Hammons - Guitarra: Jimmy Messer - Mezcla: Paul Palmer y Tim James - Productores: Antonina Armato y Tim James - Remezcla: Dave Audé - Compositores: Antonina Armato, Devrim Karaoglu y Tim James 12. «Más» (versión en español de «More») - Respaldo vocal: Edgar Cortazar, Leyla Hoyle Guerrero y Lindy Robbins - Bajo y guitarra: Isaac Hasson - Programador de percusión: Mher Filian - Ingeniería y productor: Superspy - Teclados y programación: Isaac Hasson y Mher Filian - Mezcla: Clif Norrell - Grabación: Carlos Castro y Mark Portmann - Compositores: Isaac Hasson, Lindy Robbins y Mher Filian 13. «Bidi Bidi Bom Bom» - Mezcla y productor: Humberto Gatica - Programación: Doug Emery - Grabación: Cristian Robles - Voz (dueto): Selena - Compositores: Pete Astudillo, Selena Quintanilla 14. «Falling Down» - Ingeniería y producción: Ted Bruner y Trey Vittetoe - Mezcla: Clif Norrell - Compositores: Gina Schock, Ted Bruner y Trey Vittetoe 15. «Do It» - Ingeniería: Adam Comstock y Steve Hammons - Mezcla y producción: Rock Mafia - Compositores: Selena Gomez, Antonina Armato, Thomas Armato Sturges y Tim James |